# Helena Paleolog (córka Teodora II Paleologa)
Helena Paleolog (gr. Ἑλένη Παλαιολογίνα; ur. 3 lutego 1428, zm. 11 kwietnia 1458) – królowa Cypru 1442-1458.

## Życiorys
Była córką Teodora II Paleologa i Kleope Malatesty, włoskiej arystokratki, kuzynki papieża Marcina V. W 1442 roku została żoną króla Cypru Jana II. Z dużą życzliwością udzieliła schronienia uciekinierom z Konstantynopola po 1453 roku. Jej córką była Charlotta Cypryjska.